# Tar River
Der Tar River ist ein Fluss im Bundesstaat North Carolina in den Vereinigten Staaten von Amerika. Eine Brücke, die die U.S. Route 17 über den Fluss führt und Washington mit Chocowinity verbindet, trennt den Fluss. Oberhalb (westlich) der Brücke wird der Fluss Tar River, unterhalb (ostwärts in Richtung Atlantik) Pamlico River genannt. Sie unterscheiden sich dadurch, dass im Pamlico River Tidenhub vorhanden ist. Der Tar River ist etwa 346 Kilometer lang und fließt vom Norden des Staates in südöstlicher Richtung zu dem Ästuar des Pamlico Sounds.
North Carolina war in Kolonialzeiten ein wichtiger Lieferant für die Schiffsindustrie, aus den Kiefern im Staat wurden Masten, Teer und Pech für die Britische Marine hergestellt. Der Name des Flusses stammt aus dieser Zeit, als schwer beladene Schiffe voller Teer (Tar) den Fluss Richtung Atlantik als eine wichtige Handelsroute nutzten. Die Stadt Tarboro liegt am Ufer des Tar River, ebenso stammt der Beiname des Staates Tar Heel State (Teerfersen-Staat) von dieser historischen Begebenheit.

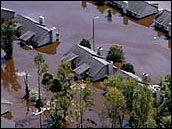
Flut von 1999

Unter den weiteren Städten am Ufer des Tar Rivers sind Greenville, Louisburg und Rocky Mount. Der Ort Old Sparta war ehemals ein wichtiger Flusshafen, verlor seine Bedeutung aber im 20. Jahrhundert.
Der Fluss wurde durch Hurrikan Floyd im Jahre 1999 schwer getroffen und verursachte starke Überschwemmungen in diesem Gebiet. Der Tar River überschritt die Flutmarke um 7,3 Meter und erreichte so den höchsten Stand an seinem Unterlauf seit 500 Jahren.